# Demografia di Cipro

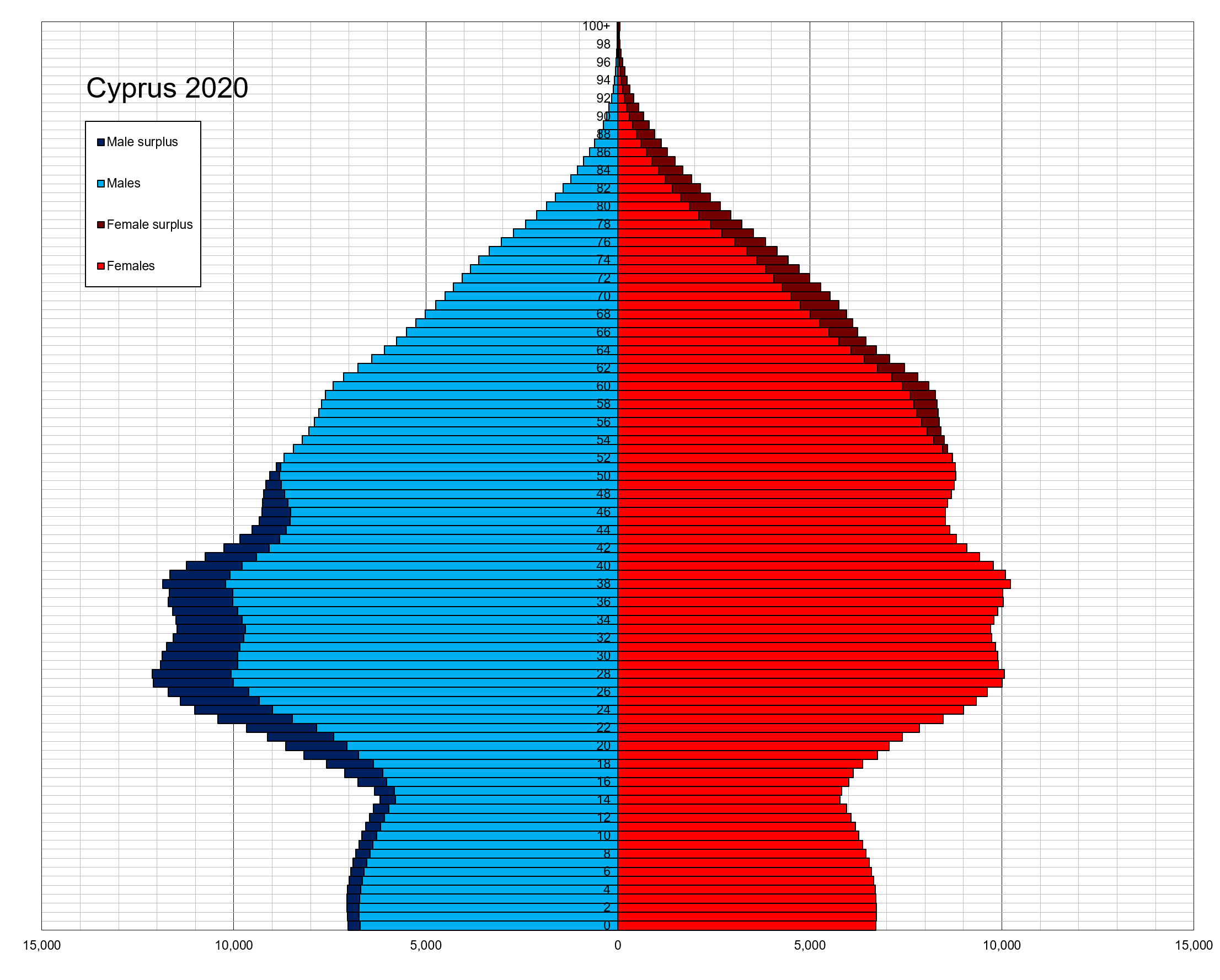
Piramide dell'età di Cipro nel 2020

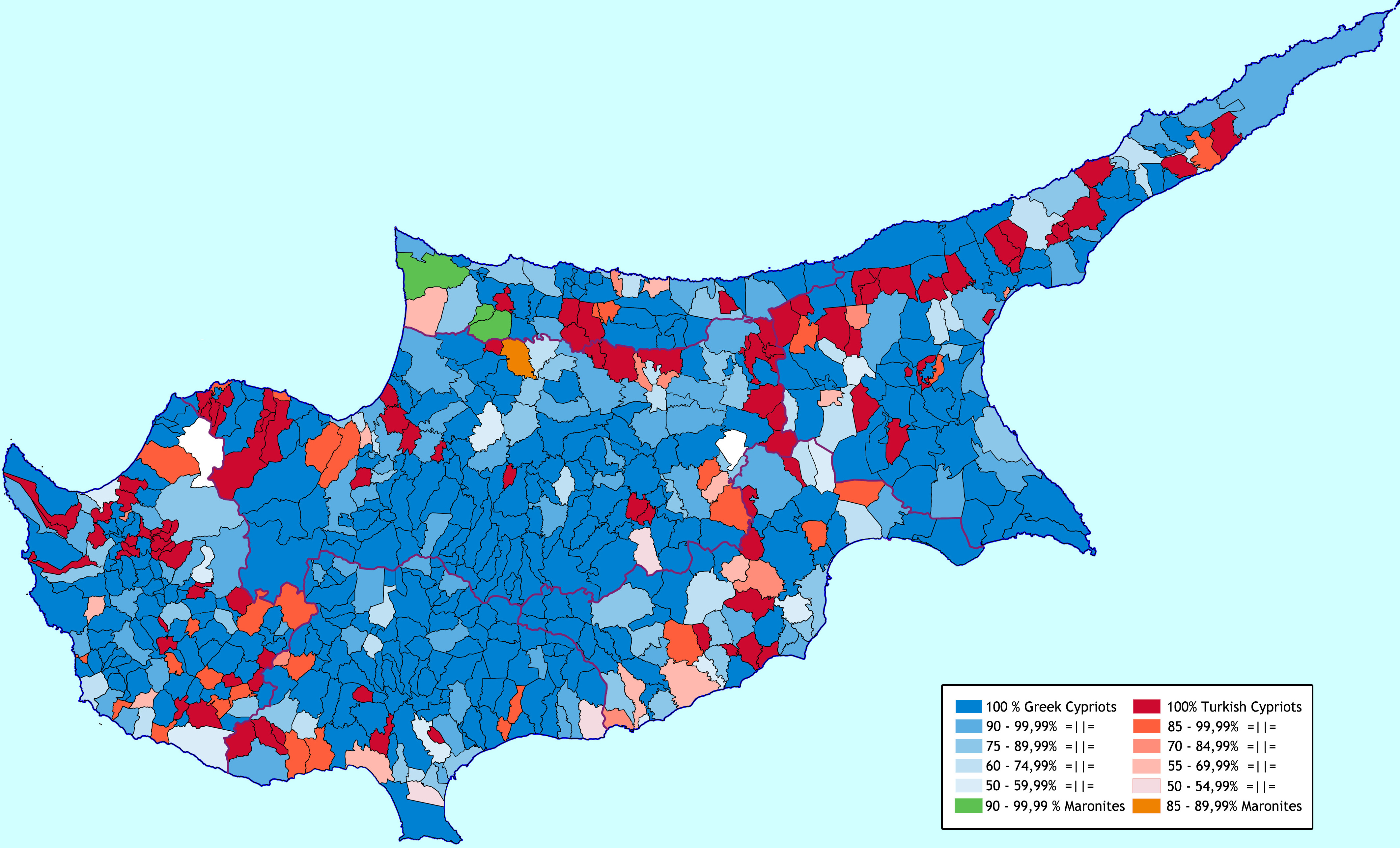
Distribuzione della popolazione per etnia (censimento del 1960)

Il popolo di Cipro è ampiamente diviso in due principali comunità etniche, greco-ciprioti e turco-ciprioti, che condividono molti tratti culturali ma mantengono identità distinte basate su etnia, religione, lingua e stretti legami con le rispettive patrie. Prima che la disputa iniziasse nel 1964 i popoli di Cipro (allora composti dal 77,1% di greci, 18,2% di turchi, e meno 5% da altre comunità principalmente da armeni e maroniti) erano sparsi su tutta l'isola.
L'invasione turca di Cipro nel 1974 divise de facto l'isola in due aree politiche: il 99,5% dei greco-ciprioti oggi vive nella Repubblica di Cipro mentre il 98,7% dei turco-ciprioti vive a Cipro del Nord (e il 99,2% delle altre nazionalità vive nell'area greco-cipriota a sud). Il greco è parlato prevalentemente nel sud, dove la maggioranza è greco-cipriota, e il turco nel nord, dove la maggioranza è turco-cipriota. L'inglese è ampiamente utilizzato in tutta l'isola come lingua comune.
La popolazione totale di Cipro alla fine del 2006 era poco più di 1 milione, di cui 789.300 nel territorio controllato dal governo della Repubblica di Cipro e 294.406 a Cipro del Nord. La popolazione di Cipro del Nord è aumentata a seguito dell'immigrazione di 150.000-160.000 turchi continentali, che l'ONU considera arrivati illegalmente. Su questa base, il governo della Repubblica di Cipro non include questo gruppo nelle statistiche demografiche del Servizio statistico della Repubblica di Cipro.

## Popolazione

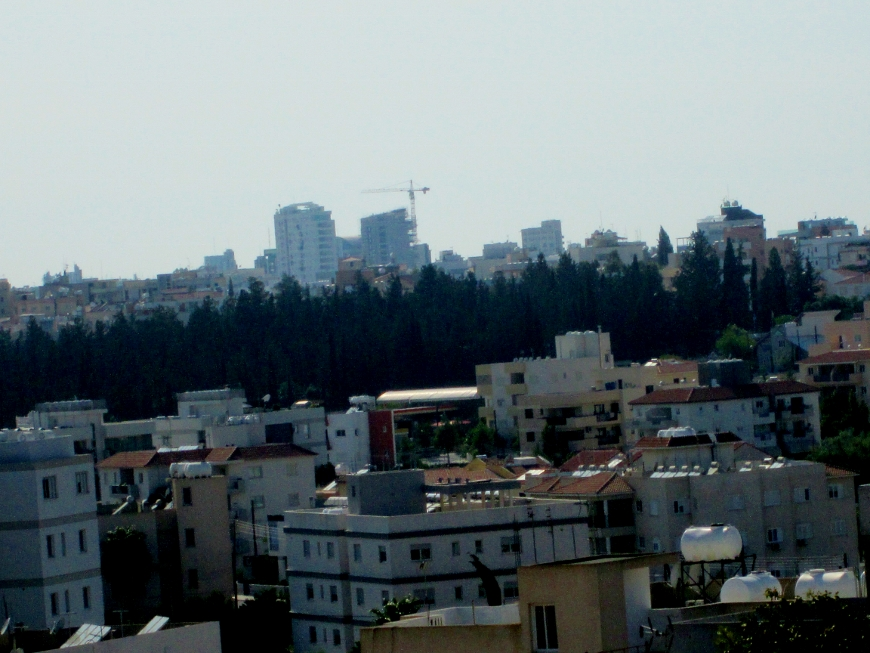
Skyline urbano di Nicosia

838.897 nell'area controllata della Repubblica di Cipro (risultato preliminare del censimento di ottobre 2011)
294.906 a Cipro del Nord (censimento della popolazione 2011).
1.133.802 è la popolazione totale di Cipro (somma della popolazione nell'area controllata dal governo e nella parte settentrionale di Cipro, dati del 2011)
Popolazione per cittadinanza
Area controllata dal governo della Repubblica di Cipro:
Censimento 1992: 95,8% cipriota, 4,2% non cipriota
Censimento 2001: 90,6% cipriota, 9,4% non cipriota
Censimento 2011: 78,6% cipriota, 21,4% non cipriota (dato preliminare)
Cipro del Nord:
Censimento 2006 (popolazione de facto): 66,7% Cipro del Nord, 29,3% Turchia, 4,0%, e altri

## Statistiche generali

### Cipro (1901-1990)

Popolazione di Cipro (intera isola) 1901-2015.

Dati storici sui principali indicatori demografici dal 1901 al 1990, per l'intera isola:
| Anno | Popolazione | Nascite1 | Morti | Variazione naturale | Tasso di natalità (per 1000) | Tasso di mortalità (per 1000) | Variazione naturale (per 1000) |
| ---- | ----------- | -------- | ----- | ------------------- | ---------------------------- | ----------------------------- | ------------------------------ |
| 1901 | 238 000     | 7 300    | 4 300 | 3 000               | 30,6                         | 18,1                          | 12,5                           |
| 1902 | 241 000     | 6 700    | 3 500 | 3 200               | 28,0                         | 14,6                          | 13,4                           |
| 1903 | 245 000     | 7 000    | 3 600 | 3 400               | 28,6                         | 14,6                          | 14,0                           |
| 1904 | 249 000     | 7 600    | 3 700 | 3 900               | 30,4                         | 14,8                          | 15,6                           |
| 1905 | 253 000     | 7 500    | 4 500 | 3 000               | 29,6                         | 17,7                          | 11,9                           |
| 1906 | 257 000     | 7 900    | 4 100 | 3 800               | 30,7                         | 15,8                          | 14,9                           |
| 1907 | 260 000     | 8 200    | 4 600 | 3 600               | 31,4                         | 17,7                          | 13,7                           |
| 1908 | 264 000     | 8 700    | 5 200 | 3 500               | 32,9                         | 19,7                          | 13,2                           |
| 1909 | 268 000     | 8 000    | 4 500 | 3 500               | 29,8                         | 16,9                          | 12,9                           |
| 1910 | 271 000     | 8 700    | 4 100 | 4 600               | 32,1                         | 15,2                          | 16,9                           |
| 1911 | 275 000     | 8 700    | 4 500 | 4 200               | 31,6                         | 16,2                          | 15,4                           |
| 1912 | 279 000     | 8 000    | 4 900 | 3 100               | 28,5                         | 17,7                          | 10,8                           |
| 1913 | 283 000     | 8 700    | 5 300 | 3 400               | 30,7                         | 18,8                          | 11,9                           |
| 1914 | 287 000     | 9 500    | 5 100 | 4 400               | 33,1                         | 17,6                          | 15,5                           |
| 1915 | 291 000     | 10 000   | 5 800 | 4 200               | 34,3                         | 19,8                          | 14,5                           |
| 1916 | 294 000     | 5 900    | 5 300 | 600                 | 20,0                         | 17,9                          | 2,1                            |
| 1917 | 297 000     | 8 800    | 5 400 | 3 400               | 29,5                         | 18,2                          | 11,3                           |
| 1918 | 301 000     | 9 900    | 6 900 | 3 000               | 32,9                         | 22,9                          | 10,0                           |
| 1919 | 305 000     | 8 900    | 5 200 | 3 700               | 29,2                         | 17,2                          | 12,0                           |
| 1920 | 309 000     | 9 100    | 7 400 | 1 700               | 29,5                         | 23,9                          | 5,6                            |
| 1921 | 312 000     | 8 400    | 6 200 | 2 200               | 26,8                         | 20,0                          | 6,8                            |
| 1922 | 315 000     | 9 000    | 6 200 | 2 800               | 28,6                         | 19,6                          | 9,0                            |
| 1923 | 318 000     | 8 100    | 5 700 | 2 400               | 25,5                         | 18,0                          | 7,5                            |
| 1924 | 322 000     | 8 800    | 5 600 | 3 200               | 27,3                         | 17,4                          | 9,9                            |
| 1925 | 326 000     | 8 300    | 4 700 | 3 600               | 25,6                         | 14,4                          | 11,2                           |
| 1926 | 330 000     | 8 500    | 5 600 | 2 900               | 25,9                         | 17,1                          | 8,8                            |
| 1927 | 333 000     | 8 400    | 5 200 | 3 200               | 25,2                         | 15,6                          | 9,6                            |
| 1928 | 337 000     | 9 700    | 5 100 | 4 600               | 28,9                         | 15,2                          | 13,7                           |
| 1929 | 341 000     | 10 400   | 4 600 | 5 800               | 30,4                         | 13,5                          | 16,9                           |
| 1930 | 345 000     | 11 100   | 5 700 | 5 400               | 32,1                         | 16,4                          | 15,7                           |
| 1931 | 349 000     | 10 500   | 5 900 | 4 600               | 30,2                         | 17,0                          | 13,2                           |
| 1932 | 352 000     | 10 100   | 5 740 | 4 360               | 28,7                         | 16,3                          | 12,4                           |
| 1933 | 356 000     | 9 750    | 4 910 | 4 840               | 27,4                         | 13,8                          | 13,6                           |
| 1934 | 360 000     | 10 852   | 4 757 | 6 095               | 30,1                         | 13,2                          | 16,9                           |
| 1935 | 363 000     | 11 735   | 4 976 | 6 759               | 32,3                         | 13,7                          | 18,6                           |
| 1936 | 367 000     | 12 727   | 4 656 | 8 071               | 34,7                         | 12,7                          | 22,0                           |
| 1937 | 371 000     | 10 954   | 6 334 | 4 620               | 29,5                         | 17,1                          | 12,5                           |
| 1938 | 376 000     | 11 804   | 5 445 | 6 359               | 31,4                         | 14,5                          | 16,9                           |
| 1939 | 393 000     | 12 214   | 5 519 | 6 695               | 31,1                         | 14,0                          | 17,0                           |
| 1940 | 401 000     | 13 254   | 4 678 | 8 576               | 33,1                         | 11,7                          | 21,4                           |
| 1941 | 409 000     | 11 402   | 5 058 | 6 344               | 27,9                         | 12,4                          | 15,5                           |
| 1942 | 412 000     | 9 221    | 6 747 | 2 474               | 22,4                         | 16,4                          | 6,0                            |
| 1943 | 416 000     | 12 405   | 5 155 | 7 250               | 29,8                         | 12,4                          | 17,4                           |
| 1944 | 425 000     | 14 330   | 4 263 | 10 067              | 33,7                         | 10,0                          | 23,7                           |
| 1945 | 435 000     | 13 269   | 4 111 | 9 158               | 30,5                         | 9,5                           | 21,1                           |
| 1946 | 447 000     | 14 482   | 3 793 | 10 689              | 32,4                         | 11,0                          | 23,9                           |
| 1947 | 458 000     | 15 158   | 3 875 | 11 283              | 33,1                         | 11,0                          | 24,6                           |
| 1948 | 477 000     | 15 078   | 5 250 | 9 828               | 31,6                         | 11,0                          | 20,6                           |
| 1949 | 485 000     | 13 234   | 5 290 | 7 944               | 27,3                         | 11,0                          | 16,4                           |
| 1950 | 494 000     | 14 517   | 5 340 | 9 187               | 29,4                         | 11,0                          | 18,6                           |
| 1951 | 502 000     | 14 403   | 5 370 | 9 043               | 28,7                         | 10,5                          | 18,0                           |
| 1952 | 508 000     | 13 358   | 5 380 | 7 968               | 26,3                         | 10,5                          | 15,7                           |
| 1953 | 515 000     | 13 446   | 5 410 | 8 036               | 26,1                         | 10,5                          | 15,6                           |
| 1954 | 523 000     | 13 893   | 5 490 | 8 403               | 26,6                         | 10,5                          | 16,1                           |
| 1955 | 530 000     | 13 747   | 5 570 | 8 177               | 25,9                         | 10,5                          | 15,4                           |
| 1956 | 536 000     | 13 875   | 5 630 | 8 215               | 25,9                         | 10,5                          | 15,3                           |
| 1957 | 546 000     | 14 100   | 5 730 | 8 350               | 25,8                         | 10,5                          | 15,3                           |
| 1958 | 558 000     | 14 320   | 5 860 | 8 480               | 25,7                         | 10,5                          | 15,2                           |
| 1959 | 567 000     | 14 411   | 5 950 | 8 491               | 25,4                         | 10,5                          | 15,0                           |
| 1960 | 573 000     | 14 500   | 6 020 | 8 510               | 25,3                         | 10,5                          | 14,9                           |
| 1961 | 575 000     | 15 059   | 6 206 | 8 853               | 26,2                         | 10,8                          | 15,4                           |
| 1962 | 577 000     | 14 787   | 6 101 | 8 686               | 25,6                         | 10,6                          | 15,0                           |
| 1963 | 582 000     | 14 602   | 6 079 | 8 523               | 25,1                         | 10,4                          | 14,6                           |
| 1964 | 587 000     | 14 224   | 6 206 | 8 018               | 24,2                         | 10,6                          | 13,7                           |
| 1965 | 591 000     | 13 707   | 6 061 | 7 646               | 23,2                         | 10,3                          | 12,9                           |
| 1966 | 595 000     | 13 250   | 5 991 | 7 259               | 22,3                         | 10,1                          | 12,2                           |
| 1967 | 599 000     | 12 788   | 5 971 | 6 817               | 21,3                         | 10,0                          | 11,4                           |
| 1968 | 604 000     | 12 403   | 5 958 | 6 445               | 20,5                         | 9,9                           | 10,7                           |
| 1969 | 609 000     | 12 046   | 5 946 | 6 100               | 19,8                         | 9,8                           | 10,0                           |
| 1970 | 614 000     | 11 801   | 5 998 | 5 803               | 19,2                         | 9,8                           | 9,4                            |
| 1971 | 620 000     | 11 641   | 5 983 | 5 658               | 18,8                         | 9,7                           | 9,1                            |
| 1972 | 627 000     | 11 620   | 6 043 | 5 577               | 18,5                         | 9,6                           | 8,9                            |
| 1973 | 634 000     | 11 600   | 6 047 | 5 553               | 18,3                         | 9,5                           | 8,8                            |
| 1974 | 630 000     | 10 578   | 6 900 | 3 678               | 16,8                         | 11,0                          | 5,8                            |
| 1975 | 610 000     | 9 768    | 4 823 | 4 945               | 16,0                         | 7,9                           | 8,1                            |
| 1976 | 599 000     | 11 194   | 5 148 | 6 046               | 18,7                         | 8,6                           | 10,1                           |
| 1977 | 599 000     | 10 951   | 5 445 | 5 506               | 18,3                         | 9,1                           | 9,2                            |
| 1978 | 601 000     | 11 299   | 5 048 | 6 251               | 18,8                         | 8,4                           | 10,4                           |
| 1979 | 605 000     | 11 920   | 5 083 | 6 837               | 19,7                         | 8,4                           | 11,3                           |
| 1980 | 611 000     | 12 464   | 5 682 | 6 782               | 20,4                         | 9,3                           | 11,1                           |
| 1981 | 618 000     | 12 111   | 5 190 | 6 921               | 19,6                         | 8,4                           | 11,2                           |
| 1982 | 625 000     | 12 985   | 5 307 | 7 678               | 20,8                         | 8,5                           | 12,3                           |
| 1983 | 632 000     | 13 078   | 5 433 | 7 645               | 20,7                         | 8,6                           | 12,1                           |
| 1984 | 640 000     | 13 182   | 5 119 | 8 063               | 20,6                         | 8,0                           | 12,6                           |
| 1985 | 648 000     | 12 622   | 5 502 | 7 120               | 19,5                         | 8,5                           | 11,0                           |
| 1986 | 654 000     | 12 753   | 5 494 | 7 259               | 19,5                         | 8,4                           | 11,1                           |
| 1987 | 660 000     | 12 331   | 5 869 | 6 462               | 18,7                         | 8,9                           | 9,8                            |
| 1988 | 665 000     | 12 753   | 5 845 | 6 908               | 19,2                         | 8,8                           | 10,4                           |
| 1989 | 671 000     | 12 141   | 5 702 | 6 439               | 18,1                         | 8,5                           | 9,6                            |

1 I numeri delle nascite e dei decessi 1901-1932 sono stime calcolate dai tassi di natalità e mortalità.

### Area sotto il controllo effettivo della Repubblica di Cipro

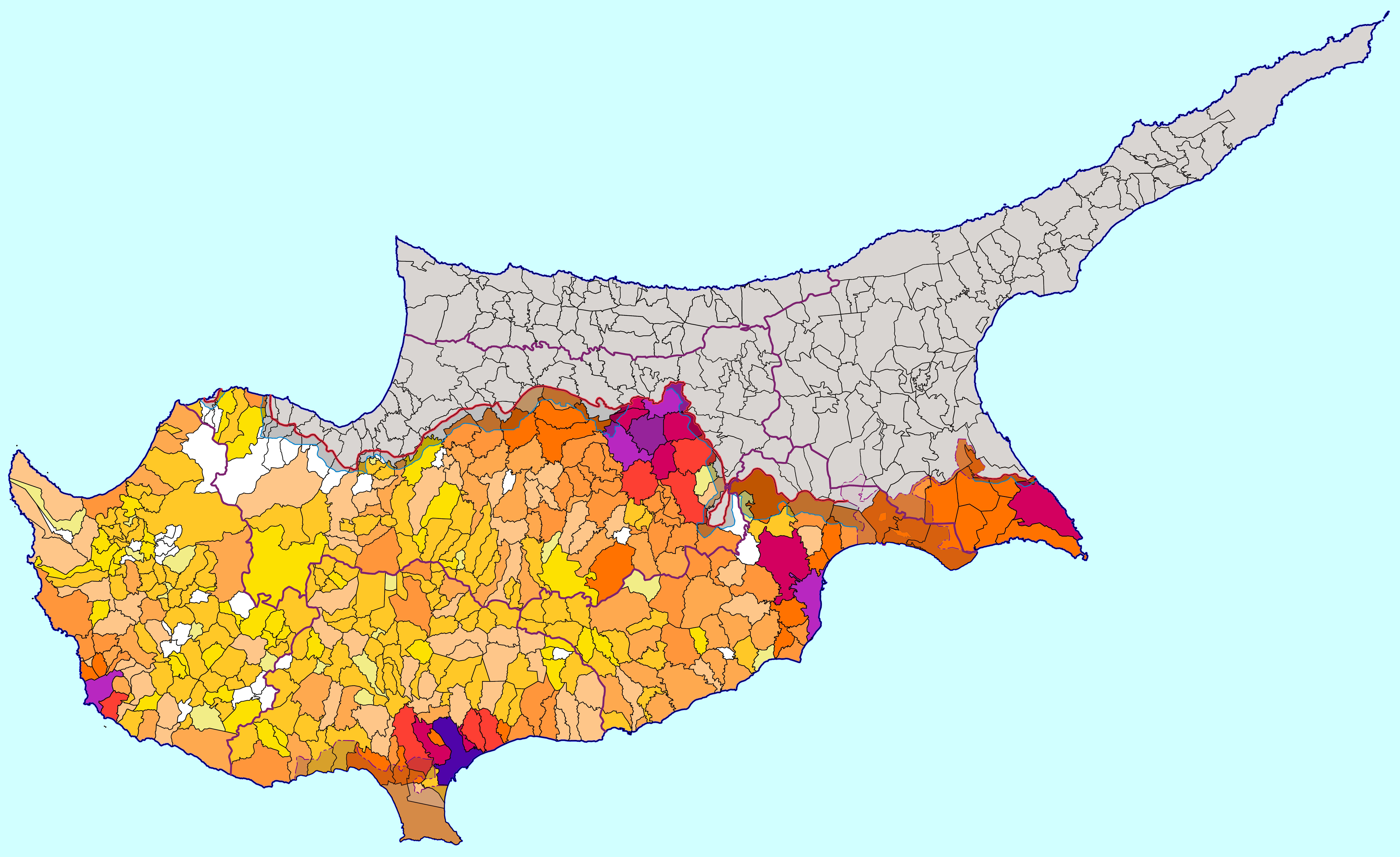
Mappa della popolazione di Cipro. I colori più scuri rappresentano le aree con più residenti.

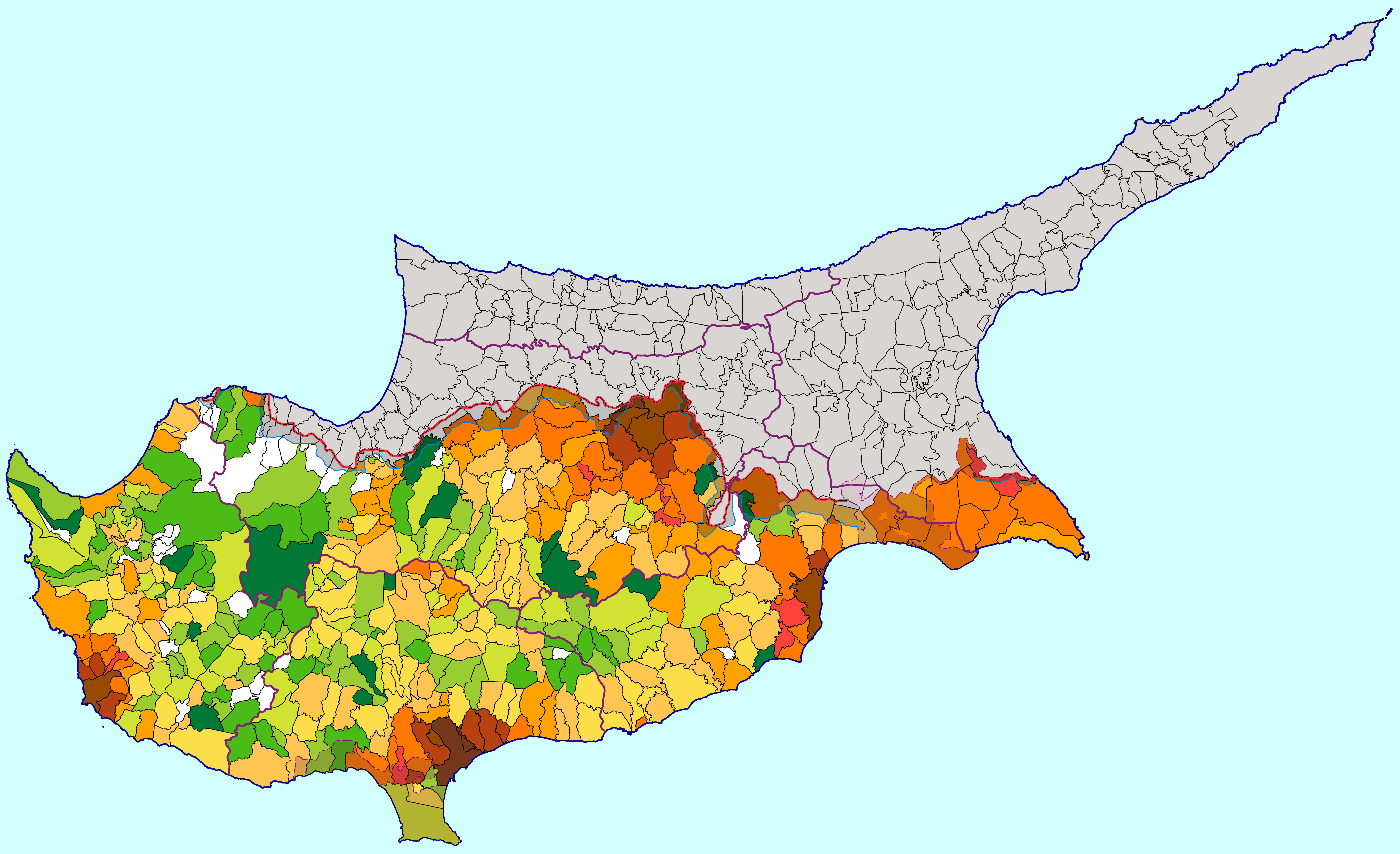
Mappa della densità di popolazione di Cipro (censimento 2001)

Dati storici sui principali indicatori demografici dal 1990 al 2018, per la parte meridionale dell'isola:
|      | Popolazione | Nascite | Morti | Variazione naturale | Tasso di natalità (per 1000) | Tasso di mortalità (per 1000) | Natural change (per 1000) | Total fertility rate | Infant mortality rate |
| ---- | ----------- | ------- | ----- | ------------------- | ---------------------------- | ----------------------------- | ------------------------- | -------------------- | --------------------- |
| 1990 | 579.400     | 10.622  | 4.844 | 5,778               | 18.3                         | 8.4                           | 10.0                      | 2.42                 | 11.0                  |
| 1991 | 594.900     | 10.442  | 5.075 | 5,367               | 17.6                         | 8.5                           | 9.0                       | 2.33                 | 11.0                  |
| 1992 | 610.600     | 11.372  | 5.220 | 6,152               | 18.6                         | 8.5                           | 10.1                      | 2.49                 | 10.0                  |
| 1993 | 625.800     | 10.514  | 4.789 | 5,725               | 16.8                         | 7.7                           | 9.1                       | 2.24                 | 8.6                   |
| 1994 | 639.000     | 10,379  | 4,924 | 5,455               | 16.2                         | 7.7                           | 8.5                       | 2.17                 | 8.6                   |
| 1995 | 650,700     | 9.869   | 4.935 | 4,934               | 15.2                         | 7.6                           | 7.6                       | 2.03                 | 8.5                   |
| 1996 | 660.900     | 9.638   | 4.    | 4,680               | 14.6                         | 7.5                           | 7.1                       | 1.96                 | 8.3                   |
| 1997 | 670.400     | 9.275   | 5.173 | 4,102               | 13.8                         | 7.7                           | 6.1                       | 1.87                 | 8.0                   |
| 1998 | 678.900     | 8.879   | 5.432 | 3,447               | 13.1                         | 8.0                           | 5.1                       | 1.76                 | 7.0                   |
| 1999 | 686.400     | 8.505   | 5.070 | 3,435               | 12.4                         | 7.4                           | 5.0                       | 1.67                 | 6.0                   |
| 2000 | 693.600     | 8.447   | 5.355 | 3,092               | 12.2                         | 7.7                           | 4.5                       | 1.64                 | 5.6                   |
| 2001 | 701.300     | 8.167   | 4.827 | 3,340               | 11.6                         | 6.9                           | 4.8                       | 1.57                 | 4.9                   |
| 2002 | 709.100     | 7.883   | 5.168 | 2,715               | 11.1                         | 7.3                           | 3.8                       | 1.49                 | 4.7                   |
| 2003 | 717.800     | 8.088   | 5.200 | 2,888               | 11.3                         | 7.2                           | 4.0                       | 1.51                 | 4.1                   |
| 2004 | 727.500     | 8.309   | 5.225 | 3,084               | 11.4                         | 7.2                           | 4.2                       | 1.52                 | 3.5                   |
| 2005 | 738.100     | 8.243   | 5.425 | 2,818               | 11.2                         | 7.3                           | 3.8                       | 1.48                 | 4.6                   |
| 2006 | 750.300     | 8.731   | 5.127 | 3,604               | 11.6                         | 6.8                           | 4.8                       | 1.52                 | 3.1                   |
| 2007 | 766.400     | 8.575   | 5.380 | 3,195               | 11.2                         | 7.0                           | 4.2                       | 1.44                 | 3.1                   |
| 2008 | 785.700     | 9.205   | 5.194 | 4,011               | 11.7                         | 6.6                           | 5.1                       | 1.48                 | 3.5                   |
| 2009 | 807.100     | 9.608   | 5.182 | 4,426               | 11.9                         | 6.4                           | 5.5                       | 1.48                 | 3.3                   |
| 2010 | 827.700     | 9.801   | 5.103 | 4,698               | 11.8                         | 6.2                           | 5.7                       | 1.44                 | 3.2                   |
| 2011 | 849.000     | 9.622   | 5.504 | 4,118               | 11.3                         | 6.5                           | 4.9                       | 1.35                 | 3.1                   |
| 2012 | 863.900     | 10.161  | 5.665 | 4,496               | 11.8                         | 6.6                           | 5.2                       | 1.39                 | 3.5                   |
| 2013 | 861.900     | 9.341   | 5.141 | 4,200               | 10.8                         | 6.0                           | 4.9                       | 1.30                 | 1.6                   |
| 2014 | 853.200     | 9.258   | 5,424 | 3,834               | 10.9                         | 6.4                           | 4.5                       | 1.31                 | 2.1                   |
| 2015 | 843.100     | 9.170   | 5.859 | 3,311               | 10.9                         | 6.9                           | 3.9                       | 1.32                 | 2.7                   |
| 2016 | 849.800     | 9.455   | 5.471 | 3,984               | 11.1                         | 6.4                           | 4.7                       | 1.37                 | 2.6                   |
| 2017 | 860.200     | 9.229   | 5.996 | 3,233               | 10.7                         | 7.0                           | 3.8                       | 1.32                 | 1.3                   |
| 2018 | 870.800     | 9.329   | 5.    | 3,561               | 10.7                         | 6.6                           | 4.1                       | 1.32                 | 2.4                   |
| 2019 | 880.600     | 9.548   | 6.239 | 3,309               | 10.8                         | 7.1                           | 3.8                       | 1.33                 | 2.6                   |
| 2020 | 896.000     | 9.860   | 6.381 | 3,479               | 11.0                         | 7.1                           | 3.9                       |                      |                       |

### Aspettativa di vita
| Periodo   | Aspettativa di vita in Anni | Periodo   | Aspettativa di vita in Anni |
| --------- | --------------------------- | --------- | --------------------------- |
| 1950-1955 | 66,7                        | 1985–1990 | 76.1                        |
| 1955–1960 | 70.4                        | 1990–1995 | 76,9                        |
| 1960–1965 | 71,9                        | 1995-2000 | 77,7                        |
| 1965–1970 | 73.1                        | 2000–2005 | 78.3                        |
| 1970-1975 | 74.3                        | 2005–2010 | 79.0                        |
| 1975–1980 | 75.3                        | 2010–2015 | 79,9                        |
| 1980-1985 | 76.1                        |           |                             |

Fonte: UN World Population Prospects

### Struttura demografica
Struttura demografica (01.10.2011) (Censimento) (I dati si riferiscono alle aree controllate dal governo):
| Fascia di età | Maschi  | Femmine | Totale  | %    |
| ------------- | ------- | ------- | ------- | ---- |
| Totale        | 408 780 | 431 627 | 840 407 | 100  |
| 0-4           | 23 061  | 21 954  | 45 015  | 5,36 |
| 5-9           | 21 921  | 20 714  | 42 635  | 5,07 |
| 10-14         | 24 179  | 23 119  | 47 298  | 5,63 |
| 15-19         | 28 683  | 27 135  | 55 818  | 6,64 |
| 20-24         | 33 891  | 32 182  | 66 073  | 7,86 |
| 25-29         | 36 992  | 37 122  | 74 114  | 8,82 |
| 30-34         | 33 149  | 36 685  | 69 834  | 8,31 |
| 35-39         | 27 754  | 34 108  | 61 862  | 7,36 |
| 40-44         | 27 031  | 32 697  | 59 728  | 7,11 |
| 45-49         | 27 059  | 30 181  | 57 240  | 6,81 |
| 50-54         | 27 517  | 28 611  | 56 128  | 6,68 |
| 55-59         | 23 771  | 23 991  | 47 762  | 5,68 |
| 60-64         | 22 057  | 22 977  | 45 034  | 5,36 |
| 65-69         | 17 656  | 18 672  | 36 328  | 4,32 |
| 70-74         | 14 044  | 15 389  | 29 433  | 3,50 |
| 75-79         | 9 647   | 11 411  | 21 058  | 2,51 |
| 80+           | 10 342  | 14 606  | 24 948  | 2,97 |
| sconosciuta   | 26      | 73      | 99      | 0,01 |

| Fascia di età | Maschi  | Femmine | Totale  | %     |
| ------------- | ------- | ------- | ------- | ----- |
| 0-14          | 69 161  | 65 787  | 134 948 | 16,06 |
| 15-64         | 287 904 | 305 689 | 593 593 | 70,63 |
| 65+           | 51 689  | 60 078  | 111 767 | 13,30 |

## Popolazione storica
I turco-ciprioti erano la maggioranza della popolazione registrata per la tassazione tra il 1777 e il 1800. Tuttavia, è probabile che la popolazione musulmana non abbia mai superato il 35-40 per cento della popolazione totale di Cipro. Piuttosto, molti cristiani ortodossi si sono registrati come musulmani per ridurre le tasse da parte del governo.
| Greci    | 37.000 | 44.0   | 47.500  | 41,5    | 46.392  | 39.3    | 30.524 | 31.3   |  |  |  |  |  |  |  |  |
| Turchi   | 47.000 | 56.0   | 67.000  | 58.5    | 67.000  | 58,8    | 67.000 | 68,7   |  |  |  |  |  |  |  |  |
| Armeni   |        |        |         |         |         |         |        |        |  |  |  |  |  |  |  |  |
| Maroniti |        |        |         |         |         |         |        |        |  |  |  |  |  |  |  |  |
| Altri    |        |        |         |         | 4.608   | 3.9     |        |        |  |  |  |  |  |  |  |  |
| Totale   | 84.000 | 84.000 | 114.500 | 114.500 | 118.000 | 118.000 | 97.524 | 97.524 |  |  |  |  |  |  |  |  |
|          |        |        |         |         |         |         |        |        |  |  |  |  |  |  |  |  |

| Gruppo etnico | Censimento del 1881 | Censimento del 1881 | Censimento del 1891 | Censimento del 1891 | Censimento del 1901 | Censimento del 1901 | Censimento del 1911 | Censimento del 1911 | Censimento del 1921 | Censimento del 1921 | Censimento del 1931 | Censimento del 1931 | censimento del 1946 | censimento del 1946 | Censimento del 1960 | Censimento del 1960 | Censimento 2011 | Censimento 2011 |
| Gruppo etnico | Numero              | %                   | Numero              | %                   | Numero              | %                   | Numero              | %                   | Numero              | %                   | Numero              | %                   | Numero              | %                   | Numero              | %                   | Numero          | %               |
| ------------- | ------------------- | ------------------- | ------------------- | ------------------- | ------------------- | ------------------- | ------------------- | ------------------- | ------------------- | ------------------- | ------------------- | ------------------- | ------------------- | ------------------- | ------------------- | ------------------- | --------------- | --------------- |
| Greci         | 137.631             | 73.9                | 158,585             | 75.8                | 182.739             | 77.1                | 214,480             | 78.2                | 244.887             | 78,8                | 276.572             | 79,5                | 361.199             | 80.2                | 442.363             | 77.1                | 659.115         | 98,8%           |
| Turchi        | 45.458              | 24,4                | 47.926              | 22.9                | 51.309              | 21.6                | 56.428              | 20.6                | 61.339              | 19,7                | 64,238              | 18.5                | 80.548              | 17.9                | 104.333             | 18.2                | 1.128           | 0.2             |
| Armeni        | 174                 | 0.1                 | 280                 | 0.1                 | 517                 | 0.2                 | 558                 | 0.2                 | 1.197               | 0,4                 | 3.377               | 1                   | 3.686               | 0.8                 | 3.630               |                     | 1.831           | 0,3             |
| Maroniti      | 830                 | 0,4                 | 1,131               | 0,5                 | 1.130               | 0,5                 | 1.073               |                     | 1.350               |                     | 1.704               |                     | 2.083               |                     | 2.752               |                     | 3.656           | 0,5             |
| Altri         | 1.738               | 0.9                 | 1,364               | 0,7                 | 1,327               | 0.6                 | 1.569               |                     | 1.942               |                     | 2.068               |                     | 2,598               |                     | 20.488              |                     | 1.460           | 0.2             |
| Totale        | 186,173             | 186,173             | 209.286             | 209.286             | 237.022             | 237.022             | 274,108             | 274,108             | 310.715             | 310.715             | 347.959             | 347.959             | 450,114             | 450,114             | 573.566             | 573.566             | 667.398         | 667.398         |

Nel censimento dal 1881 al 1960, tutti i musulmani sono annoverati come turchi e solo i greci ortodossi erano conteggiati come greci. C'erano piccole popolazioni di musulmani di lingua greca e greco-ortodossi di lingua turca.
In totale, tra il 1955 e il 1973, 16.519 turchi e 71.036 greci sono emigrati dal paese. Dei turco-ciprioti emigrati in questo periodo, solo 290 andarono in Turchia. Nel censimento del 2011, 208 persone hanno dichiarato la loro origine etnica come latina.

## Immigrazione
I cambiamenti demografici su larga scala sono stati causati dal 1964 dai movimenti di popoli attraverso l'isola e dal successivo afflusso di coloni dalla Turchia a Cipro del Nord. Secondo il censimento del 2011 ci sono 170.383 non cittadini che vivono a Cipro, di cui 106.270 sono cittadini dell'UE e 64.113 sono di paesi terzi. I più grandi gruppi dell'UE per nazionalità sono greci (29.321), britannici (24.046), romeni (23.706) e bulgari (18.536). I maggiori gruppi extracomunitari sono filippini (9.413), russi (8.164), srilankesi (7.269) e vietnamiti (7.028). Ci sono anche circa 20-25.000 migranti privi di documenti provenienti da paesi terzi che vivono nella Repubblica, sebbene i gruppi per i diritti dei migranti contestino queste cifre. I cambiamenti demografici nella società hanno portato ad alcuni incidenti razzisti, e la formazione dell'ente di beneficenza KISA in risposta.
Il carattere demografico di Cipro del Nord è cambiato dopo l'invasione turca nel 1974. Il censimento della TRNC effettuato nell'aprile 2006 ha mostrato che su una popolazione totale di 256.644 a Cipro del Nord, 132.635, o il 52%, erano turco-ciprioti, nel senso che erano nati a Cipro da almeno un genitore cipriota (per 120.007 di questi entrambi i genitori erano nati a Cipro). Inoltre, 43.062 cosiddetti cittadini della TRNC (17%) avevano almeno un genitore non cipriota di origine turca, 2.334 cosiddetti cittadini della TRNC (1%) avevano genitori nati in altri paesi, 70.525 residenti (27%) avevano la cittadinanza turca, e 8.088 (3%) erano cittadini di altri paesi (principalmente Regno Unito, Bulgaria e Iran).
Sulla base di questi dati del censimento, si stima che 113.687 residenti a Cipro del Nord, ovvero il 44% della popolazione, non siano propriamente turchi ciprioti, ma in realtà siano "immigrati turchi" o "coloni turchi" dall'Anatolia. Fonti alternative suggeriscono che ci sono 146.122 coloni turchi dall'Anatolia a Cipro del Nord (dati 2007) e che i turco-ciprioti a Cipro del Nord sono oggi in inferiorità numerica rispetto ai coloni turchi, contrariamente al quadro presentato dal cosiddetto censimento della TRNC del 2006.
Quasi un terzo dei coloni turchi a Cipro del Nord ha ottenuto la cittadinanza della TRNC dalle autorità di Cipro del Nord ed è stato quindi naturalizzato.  L'insediamento a Cipro del Nord, soprattutto se accompagnato da naturalizzazione, viola l'articolo 49 del Protocollo delle Convenzioni di Ginevra del 1977, poiché l'occupazione turca è stata dichiarata illegale dall'ONU. L'Assemblea generale delle Nazioni Unite ha dichiarato che l'insediamento dei turchi continentali "costituisce una forma di colonialismo e tenta di modificare illegalmente la struttura demografica di Cipro". La Repubblica di Cipro considera questi immigrati turchi "coloni illegali" e non li include nelle stime della popolazione per l'intera isola pubblicate dal Servizio statistico della Repubblica di Cipro.

## Gruppo di nazionalità
- Greco 98,8%,[36]
- Altri 1% (inclusi maronita, armeno, turco-cipriota )
- Non specificato 0,2%

| Gruppo etnico        | %    | Abitanti |
| -------------------- | ---- | -------- |
| Grecia               | 17.3 | 31.044   |
| Regno Unito          | 14.8 | 26.659   |
| Romania              | 13.6 | 24.376   |
| Bulgaria             | 10.7 | 19.197   |
| Filippine            | 10.7 | 19.197   |
| Russia               | 4.8  | 8.663    |
| Sri Lanka            | 4.1  | 7,350    |
| Vietnam              | 4.0  | 7,102    |
| Siria                | 1.8  | 3,235    |
| Ucraina              | 1.7  | 3.023    |
| India                | 1.6  | 2.955    |
| Polonia              | 1.6  | 2.951    |
| Georgia              | 1.2  | 2.113    |
| Germania             | 0.6  | 1,162    |
| Altri paesi dell'UE  | 4    | 7.035    |
| Altri paesi extra UE | 12   | 22.938   |

## Lingue
|                   |                   |  |       |       |
| ----------------- | ----------------- |  | ----- | ----- |
| Greco (ufficiale) | Greco (ufficiale) |  | 80,9% | 80,9% |
| Altri             | Altri             |  | 4,3%  | 4,3%  |
| Inglese           | Inglese           |  | 4,1%  | 4,1%  |
| Romeno            | Romeno            |  | 2,9%  | 2,9%  |
| Russo             | Russo             |  | 2,5%  | 2,5%  |
| Bulgaro           | Bulgaro           |  | 2,2%  | 2,2%  |
| Arabo             | Arabo             |  | 1,2%  | 1,2%  |
| Filippino         | Filippino         |  | 1,1%  | 1,1%  |
| Non specificato   | Non specificato   |  | 0,6%  | 0,6%  |
| Turco (ufficiale) | Turco (ufficiale) |  | 0,2%  | 0,2%  |

Il greco e il turco sono le lingue ufficiali secondo l'articolo 3 della Costituzione di Cipro. A Cipro del Nord, la lingua ufficiale è il turco (Articolo 2 della Costituzione di Cipro del Nord del 1983). L'inglese è ampiamente parlato sull'isola.

## Religione
|                                        |                                        |  |       |       |
| -------------------------------------- | -------------------------------------- |  | ----- | ----- |
| Cristiani ortodossi                    | Cristiani ortodossi                    |  | 89,1% | 89,1% |
| Cattolici romani                       | Cattolici romani                       |  | 2,9%  | 2,9%  |
| Protestanti/Anglicani                  | Protestanti/Anglicani                  |  | 2%    | 2%    |
| Musulmani                              | Musulmani                              |  | 1,8%  | 1,8%  |
| Altri (inclusi Maroniti, Armeni, Indù) | Altri (inclusi Maroniti, Armeni, Indù) |  | 1,4%  | 1,4%  |
| Sconosciuto                            | Sconosciuto                            |  | 1,1%  | 1,1%  |
| Buddisti                               | Buddisti                               |  | 1%    | 1%    |
| Nessuna/Ateismo                        | Nessuna/Ateismo                        |  | 0,6%  | 0,6%  |

La comunità greco-cipriota aderisce alla Chiesa greco-ortodossa autocefala di Cipro e la comunità turco-cipriota aderisce all'Islam. I gruppi religiosi di armeni, maroniti e latini (circa 9.000 persone in totale) hanno optato, in accordo con la costituzione del 1960, di appartenere alla comunità greco-cipriota.
Secondo il censimento del 2001 effettuato nell'area controllata dal governo, il 98,2% della popolazione è cristiana con varie confessioni. Il 94,8% della popolazione sono cristiani ortodossi, lo 0,9% apostolici armeni e maroniti, l'1,5% cattolici romani ("latini"), l'1,0% della Chiesa d'Inghilterra e lo 0,6% musulmani. Il restante 1,3% aderisce ad altre confessioni religiose o non dichiara la propria religione. Cipro è anche la sede di una comunità ebraica con una sinagoga a Larnaca.

## Istruzione
Cipro ha un sistema ben sviluppato di istruzione primaria e secondaria. La maggior parte dei ciprioti acquisisce la propria istruzione superiore presso università greche, britanniche o americane, mentre ci sono anche consistenti comunità di emigranti nel Regno Unito e in Australia. Sia le comunità turche che quelle greche hanno sviluppato college privati e università sostenute dallo stato.

## Statistiche demografiche
Le seguenti statistiche demografiche provengono dal CIA World Factbook, se non diversamente indicato.
I dati nelle sottosezioni Struttura dell'età attraverso il tasso di divorzio sono riferibili per l'area controllata dal governo della Repubblica di Cipro. Le stime sono per il 2007 dal Republic of Cyprus Statistical Abstract 2007 (pp. 63–88) se non diversamente indicato.

### Struttura per età

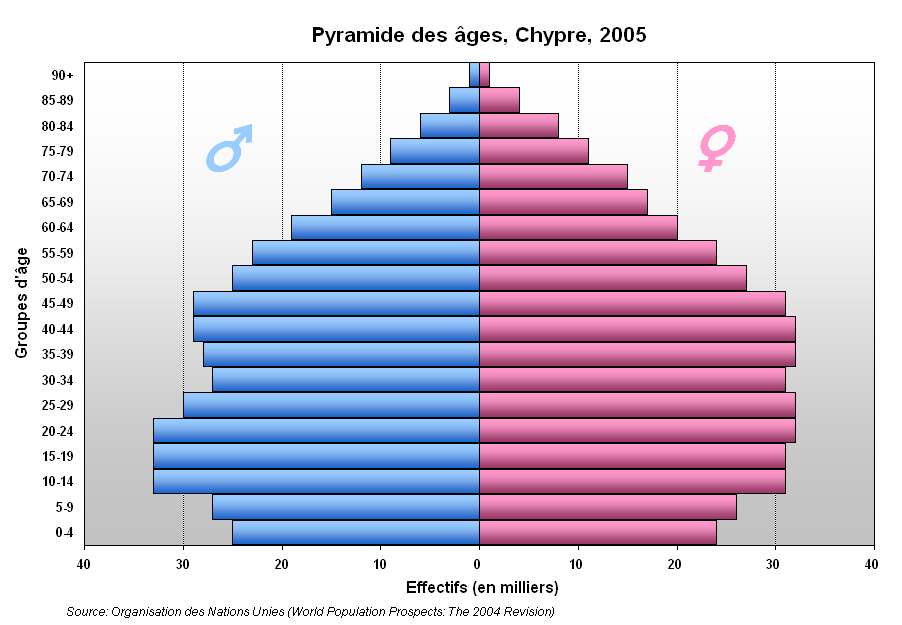
Struttura per età della popolazione di Cipro

0-14 anni: 17,47% o 137.900 (70.700 maschi/67.200 femmine)
15-64 anni: 70,07% o 553.100 ( 274.300 maschi/278.800 femmine)
65 anni e oltre: 12,46% o 98.300 ( 44.600 maschi/53.700 femmine)

### Tasso di crescita della popolazione
1,4%

### Tasso migratorio netto
Immigrati totali: 19.143
Emigranti totali: 11.753
Migrazione netta: +7.390
Tasso migratorio netto: 9,4 migranti/1.000 abitanti

### Rapporto tra i sessi
Alla nascita: 1.086 maschi/femmine
Meno di 15 anni: 1,05 maschi/femmine
15-64 anni: 0,98 maschi/femmine
65 anni e più: 0,83 maschi/femmine
Popolazione totale: 0,99 maschi/femmine

### Tasso di matrimoni
Stime per il 2006
Numero di matrimoni:
Matrimoni di residenti a Cipro: 5.252
Matrimoni totali (compresi i turisti): 12.617
Tasso di matrimoni:
Residenti a Cipro: 6.8/1.000 abitanti
Matrimoni totali (compresi i turisti): 16,4/1,000 abitanti
Età media al matrimonio:
Sposo 33.7
Sposa 30.5

### Tassi di divorzio
Divorzi totali: 2.000
Tasso di divorzio: 2,27/1.000 abitanti

### Nazionalità
Sostantivo: cipriota(i)
Aggettivo: cipriota

### HIV/AIDS
Tasso di prevalenza negli adulti: 0,1% (stima 2003)
Persone che vivono con l'HIV/AIDS: meno di 1.000 (stima 1999); 518 casi segnalati tra il 1986 e il 2006 (58% ciprioti, 42% stranieri/visitatori);
Morti: 85 segnalati tra il 1986 e il 2006.